# Elitni
Elitni (del ruso: Элитный) es un posiólok del raión de Krasnoarméiskaya, en el sur de Rusia. Está situado en el delta del Kubán, 7 km al suroeste de Poltávskaya y 77 al noroeste de Krasnodar, la capital del krai. Tenía 886 habitantes en 2010
Pertenece al municipio Protichkinskoye.